# Ara canindé
Ara glaucogularis · Ara à gorge bleue
Espèce
Statut de conservation UICN

 CR A1abcde : 
En danger critique
Statut CITES
L'Ara canindé (Ara glaucogularis) ou Ara à gorge bleue, est une espèce d'oiseau appartenant à la famille des Psittacidae. L'humaniste Jean de Léry en fait mention dans son Histoire d'un voyage faict en la terre du Brésil en 1578, sous le nom de « canidé ». On appelle aussi canindé au Brésil l'ara bleu (ararauana)

## Description

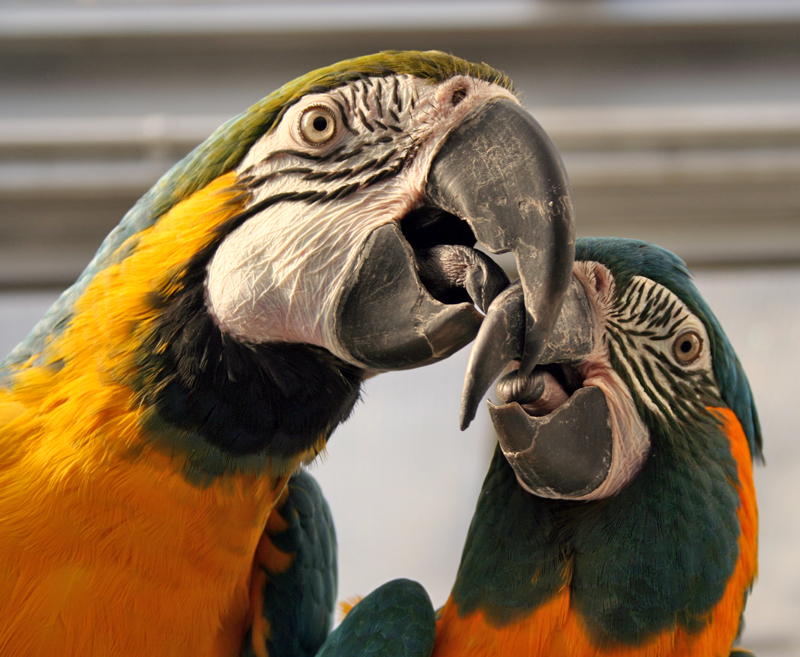
Un Ara bleu (Ara ararauna), à gauche, et un Ara canindé, à droite.

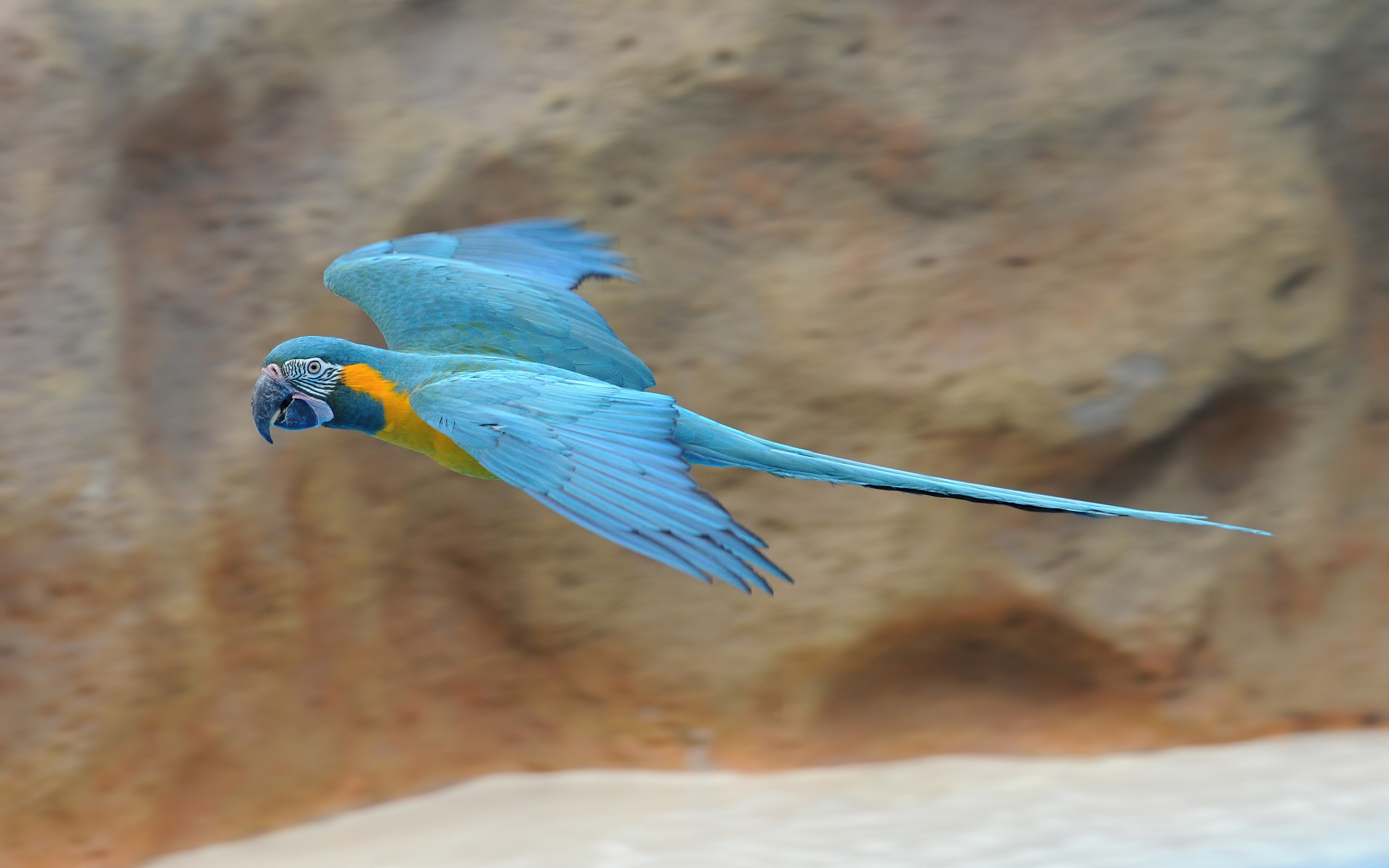
Ara canindé en vol

L'ara canindé mesure 85 cm de long et 90 à 100 cm d'envergure. Il pèse entre 900 et 1100 grammes. La durée de vie de l'ara canindé est de 50 à 80 ans. La vitesse de pointe de cet ara est de 56 km/h. Cet oiseau ressemble superficiellement à l'Ara bleu. Il s'en distingue par l'absence de coloration verte au niveau du front et de la calotte remplacée par une nuance bleu ciel, les zones de peau nue blanche autour des yeux entièrement couvertes de nombreuses stries bleues et surtout la gorge bleue (au lieu de noire), coloration beaucoup plus étendue à ce niveau que le noir chez l'Ara bleu.

## Répartition
L'ara à gorge bleue est endémique de Bolivie. Il habite une gigantesque zone peu peuplée et difficilement explorable, les savanes inondables du Béni. Dans ces conditions, il est difficile de préciser la distribution exacte de l'espèce. Cependant, l'association Armonia, portant ses efforts sur cet aspect, a plus que doublé le nombre de sites connus pour héberger cet Ara et a même découvert une nouvelle zone d'extension située à l'ouest du rio Mamoré et de l'aire historique de répartition aux environs de la ville de Trinidad. Malgré la distance qui sépare les deux populations, il n'est pas impossible que des échanges aient lieu grâce à une chaîne d'îlots forestiers. Il reste entre 208 et 303 Ara canindé à état sauvage.

## Mode de vie
L'ara canindé vit souvent en couple mais aussi en petit groupe de 7 à 9 individus et parfois dans des groupes de 70 individus. Ils communique principalement par le son. Lorsqu'il se sent en danger il émet un cri d'alarme très fort et s'envole rapidement.  

## Accouplement
L'ara canindé forme des liens durables avec son partenaire. Ils se reproduisent généralement une fois par an, mais si les œufs ou les oisillons sont perdus, ils peuvent produire une deuxième couvée au cours de la même saison de reproduction. La femelle pond de 1 à 3 œufs et les couve pendant 26 jours. Les oisillons sont nidicoles ; ils éclosent sans défense, nus, les yeux fermés, et pèsent environ 18 g. Les oisillons s'envolent à l'âge de 13 à 14 semaines, mais restent généralement avec leurs parents jusqu'à 1 an. L'ara canindé atteint la maturité reproductive et commence à se reproduire à l'âge de 5 ans environ.

## Alimentation
Il se nourrit entre autres du mésocarpe des palmiers Attalea et Acrocomia.

## Menaces et protection
Cette espèce est en danger critique d'extinction. La menace principale pesant sur elle est le trafic illégal des oisillons et des oiseaux adultes pour le commerce des oiseaux de volière, ceci malgré une protection officielle tant au niveau local qu'international. Avec le soutien financier de la Cepa et du CDE, les responsables d'Armonia ont le projet de construire un écolodge du même type que celui édifié pour l'Ara de Lafresnaye, structure qui serait également une station de recherches pour des universitaires boliviens. Sensibiliser les habitants des petites villes et des villages présents dans l'aire de répartition de l'Ara à gorge bleue est également une préoccupation d'Armonia : centres d'information, ateliers d'éducation environnementale et programmes radiophoniques sont envisagés. Le but est également d'identifier les problèmes humains qui contribuent au déclin de cet ara et, en coopération avec les habitants, de chercher des solutions à court terme pour conserver l'espèce.